# Михаил Миркович
Михаил Фьодорович Миркович (на руски: Михаил Фёдорович Миркович) е руски офицер, генерал-лейтенант. Началник на Виленския военен окръг. Участник в Руско-турската война (1877 – 1878).

## Биография
Михаил Миркович е роден на 17 септември 1836 г. в семейството на генерала от пехотата Фьодор Миркович, генерал-губернатор на Гродненска, Минска и Белостокска губернии. Посвещава се на военното поприще. Завършва Пажеския корпус с произвадство в първо офицерско звание корнет на 17 юни 1854 г. и назначение в лейбгвардийския Конен полк.
Участва в Кримската война (1853--1856) в състава на войските, охраняващи крайбрежието на Балтийско море от възможен англо-френски десант.
На 5 май 1857 г. е изпратен в щаба на Отделния гвардейски корпус за подготовка за постъпване в Николаевската академия на Генералния щаб и след успешно полагане на изпитите е приет на 24 декември в основния курс на обучение. След завършването на академията през 1859 г. е повишен последователно във военно звание поручик, щабскапитан и капитан от Генералния щаб (1860, 1861). От 27 септември 1861 г. е старши адютант на 2-ри армейски корпус в Крим, от 22 март 1862 г. е щабен офицер за особени поръчения при началник на щаба на 1-ва армия.
От 10 юли 1862 г. е офицер за особени поръчения при щаба на войските, разположени в Полското царство, а от 20 април 1863 г. е старши адютант на щаба. Заема длъжността по време на Полското въстание (1863 – 1864) през същата година. За отличие е награден с орден „Света Ана“ III ст. и на 6 декември 1863 г. е повишен във военно звание полковник. На следващата година за участието си в Полската кампания е награден с орден „Свети Станислав“ II ст. (1864).
На 19 март 1864 г. е назначен за чиновник за особени поръчения VII клас при началника на Главния щаб. От 28 април 1867 до 20 октомври 1869 г. е началник на щаба на 5-а пехотна дивизия. За това време е награден с орден „Света Ана“ II ст. (1870), орден „Свети Владимир“ IV ст. и III ст. (1872, 1874).
През 1867 г. издава „Етнографска карта на славянските народности“ (Этнографическая карта славянских народностей) с мащаб 100 версти в дюйм.
През 1869 г. е назначен за командир на 14-и Олонецки пехотен полк, а на 28 януари 1876 г. – за командир лейбгвардейския Волински полк, с който участва в Руско-турската война (1877 – 1878). На 17 юни 1877 г. е повишен във военно звание генерал-майор.
От 12 октомври 1877 г. участва в обсадата на Плевен и особено се отличава от 21 октомври до 28 ноември при превземането на Волинската височина. След падането на Плевен лейбгвардейския Волинсик полк участва в настъплението на Балканите. При атаката на 19 декември на Ташкисенската позиция, начело на 2-ри и 3-ти батальони на полка при настъплението на полковете на 2-ра бригада на 3-та Гвардейска пехотна дивизия, е ранен с 2 куршума в тила и дясното рамо, след като след ожесточено сражение полкът му заема противникова височина. Бързо оздравява и в края на февруари се връща в полка. На 11 април 1878 г. е награден със златно оръжие „За храброст“, на 5 май 1878 г. е награден с орден „Свети Георги“ IV ст. Награден с орден „Свети Станислав“ I ст. (1878). Зачислен е в императорската свита на 21 август 1879 г.
От 19 февруари 1881 г. е началник на щаба на Виленския военен окръг, a от 30 август 1881 г. е повишен във военно звание генерал-лейтенант с назначение за помощник на началника на Главния щаб. Член е и на Военно-научния и мобилизационен комитет. На тази длъжност е награден с орден „Света Ана“ I ст. (1882), орден „Свети Владимир“ II ст. (1885) и орден „Бял орел“ (1889).
Умира през нощта на 24 март 1891 г. в Санкт Петербург. Погребан е на гробището на Новодевичия манастир.
Родство: брат – Александър Миркович, генерал-лейтенант и командир на 15-и армейски корпус.

## Награди
- Орден „Света Ана“ III ст. (1863)
- Орден „Свети Станислав“ II ст. (1864)
- Орден „Света Ана“ II ст. (1870)
- Орден „Свети Владимир“ IV ст. (1872)
- Орден „Свети Владимир“ III ст. (1874)
- Златно оръжие „За храброст“ (1878)
- Орден „Свети Георги“ IV ст. (1878)
- Орден „Свети Станислав“ I ст. (1878)
- Орден „Света Ана“ I ст. (1882)
- Орден „Свети Владимир“ II ст. (1885)
- Орден „Бял орел“ (1889)